# Lynn Family Stadium
O Lynn Family Stadium é um estádio específico para futebol no bairro Butchertown, em Louisville, Kentucky, Estados Unidos. O estádio é a casa do Louisville City FC, da USL Championship desde a sua inauguração em 2020, e se tornará a casa do Racing Louisville FC da National Women's Soccer League em 2021. O local possui 11,7 mil lugares permanentes, com expansão para até 15.304 espectadores, e teve sua construção iniciada em 2018.

## História

### Planejamento e financiamento
Louisville City FC foi fundado em 2014 como o sucessor do Orlando City SC, que se mudou para a Major League Soccer (MLS) e deixou uma vaga aberta no USL Pro (mais tarde USL Championship). A equipe começou a jogar em 2015 no Louisville Slugger Field, um estádio de beisebol da liga secundária, mas expressou interesse em construir um estádio específico para futebol após atingir as metas de público.  Como parte do acordo compartilhado de cinco anos no Slugger Field, o Louisville City FC pagou por pequenas reformas, incluindo um monte de arremessadores retrátil e uma taxa de aluguel de US $ 5.000 por jogo.   O novo time atraiu uma  média de público de mais de 6.000 por jogo em sua temporada inaugural, o segundo melhor entre os times da USL, mas não conseguiu gerar receita como um inquilino secundário no Slugger Field, o que gerou despesas inesperadas. 
Em agosto de 2015, conversas com o prefeito Greg Fischer sobre o planejamento do estádio começaram, quando o clube também explorou a licitação para uma franquia da MLS.  O proprietário do Louisville City FC, Wayne Estopinal, e o vereador do Metro Dan Johnson propuseram um local no Champions Park, um antigo country club a nordeste do centro da cidade, para um estádio que inicialmente acomodaria 10.000 espectadores e aumentaria para 20.000 para um time da MLS.  O governo da cidade anunciou um estudo de viabilidade e financiamento do estádio em janeiro de 2016, examinando quatro locais em Louisville.  O estudo foi concluído em agosto e recomendou um estádio para 10.000 lugares que custaria US $ 30-50 milhões, dependendo da combinação de fundos públicos e privados, mas não citou locais potenciais.  O clube nomeou John Neance como presidente e gerente operacional em setembro de 2016, com foco no planejamento do estádio. Em uma entrevista em dezembro para o The Courier-Journal, ele revelou que o clube estava ativamente adquirindo uma propriedade em um local proposto e estava negociando uma parceria público-privada para financiar o projeto. 
O clube contratou a HOK como arquiteto para o projeto do estádio, que também incluiria um desenvolvimento de uso misto com escritórios e varejo, em janeiro de 2017.  Em 12 de abril de 2017, o Louisville City FC anunciou sua intenção de construir um estádio para 10.000 lugares em um 40 acres (16 ha) área industrial no bairro Butchertown, a leste do centro de Louisville. O estádio e o desenvolvimento ao redor custariam um total de US $ 200 milhões para construir, incluindo assistência financeira do governo estadual.  Em setembro, o prefeito Fischer anunciou um plano de financiamento de US $ 30 milhões da cidade que compraria as parcelas necessárias no local do estádio e contribuiria para melhorias na infraestrutura.  O plano de financiamento foi aprovado pelo Conselho do Metrô no mês seguinte, juntamente com um pedido ao governo do estado para financiamento de incremento de impostos para o desenvolvimento do entorno. 
A aquisição da propriedade das quatro parcelas que compõem o local do estádio foi concluída em novembro de 2018 a um custo de $ 24,1 milhões.  A proposta de financiamento de incremento de impostos foi aprovada pelo governo estadual em maio de 2018, permitindo US $ 21,7 milhões em financiamento ao longo de um período de 20 anos em um distrito especial criado pela Autoridade de Finanças de Desenvolvimento Econômico de Kentucky .  O clube foi criticado por um vereador durante o planejamento inicial para a remoção de um acampamento de desabrigados no estádio em fevereiro de 2018; a propriedade do clube doou fundos a um grupo de defesa dos sem-teto para abrigar os moradores deslocados em hotéis por dois meses. 

### Construção
O governo da cidade e o clebe sediaram sediou uma cerimônia de abertura de terras  para o projeto em 28 de Junho de 2018, que incluiu o grupo de proprietários, Kentucky governador Matt Bevin, e Louisville prefeito Greg Fischer. O estádio foi originalmente estimado em US $ 45 milhões, mas os custos aumentaram para US $ 60-65 milhões na época da inauguração.  Uma joint venture da Messer Construction e da Harmon Construction foi selecionada como empreiteira geral para o projeto do estádio em novembro de 2018.  Em maio de 2019, as obras na estrutura do telhado estavam concluídas em dois terços e os níveis inferiores do estádio estavam no lugar.  Os elementos estruturais de aço do estádio foram concluídos em julho, antes das obras de grama, instaladas em setembro.   A construção foi concluída no início de março, com uma cerimônia formal de entrega, quando o Louisville City FC tomou posse do estádio. 
O Lynn Family Stadium estava programado para abrir em 11 de abril de 2020, com uma partida da temporada regular entre Louisville City FC e Birmingham Legion FC .  O jogo do Louisville City FC na 2020 US Open Cup também foi agendado para 7 de abril. A estreia em casa e o jogo da copa foram cancelados pela suspensão da USL e da US Open Cup, anunciada em março de 2020 por causa da pandemia do coronavírus .  A data de abertura foi adiada para 12 de julho de 2020, com uma partida em casa contra o Pittsburgh Riverhounds SC e capacidade limitada a 30 por cento (4.600 espectadores).   Em outubro de 2019, a National Women's Soccer League concedeu uma franquia de expansão para Louisville (mais tarde chamada de Racing Louisville FC ) que começaria a jogar no Lynn Family Stadium em 2021. 